# Thomas Jacomb Hutton
Sir Thomas Jacomb Hutton KCB, KCIE, MC, britanski general, * 27. marec 1890, † 17. januar 1981.